# Nazaret
Nazaret (hebrejsky נצרת‎, נָצְרַת‎ Nacrat nebo נָצֶרֶת‎ Naceret, arabsky الناصرة‎, an-Násira, v oficiálním přepisu do angličtiny Nazareth) je město v Severním distriktu v Izraeli.

## Geografie
Leží v historickém regionu Dolní Galilea a je také hlavním městem izraelského Severního distriktu. Nazaret se nachází v nadmořské výšce 300 metrů, ve vzdálenosti 25 km od Galilejského jezera a 9 km od hory Tábor, ve zvlněné krajině pohoří Harej Nacrat (Nazaretské hory), které jižně od města vystupují prudkým terénním zlomem z rovinatého Jizre'elského údolí, respektive z údolí Bik'at Ksulot, které je jeho pokračováním. Tento terénní zlom s převýšením několika set metrů vrcholí jižně od Nazaretu horami Har Kidumim a Har Ksulot. Prostor samotného města je potom lemován ze západu, severu a východu dalšími dílčími vrcholky Giv'at Jif'a, Har Cameret, Har Avihu, Har Nadav a Har Jona. Tyto vyvýšeniny jsou vesměs stavebně využity pro zástavbu Nazaretu a přilehlých měst v jeho aglomeraci a jsou odlesněny. Vodopisně je prostor města členěn několika podružnými sezónními toky. Jde o vádí Nachal Mizra a Nachal Tavor. Na severním okraji aglomerace začíná vádí Nachal Cipori.
Okolo Nazaretu se v průběhu 20. století vytvořila rozsáhlá aglomerace, sestávající z několika administrativně samostatných měst. Kromě vlastního Nazaretu jsou to na západě Jafa an-Naserija, na severu Rejne, Mašhad a Kafr Kana, na severovýchodě Nazaret Ilit a Ejn Mahil. Toto je vnitřní, územně zcela souvislý prstenec aglomerace. K němu se na vnějším okraji pojí další satelitní města. Na jihozápadě je to Migdal ha-Emek, za západě Ilut, na jihu Iksal. Celá aglomerace je prostoupena sítí dálkových silnic. Od západu sem přichází dálnice číslo 79, od jihozápadu dálnice číslo 75, od jihu pak dálnice číslo 60.

## Dějiny
Město je významným křesťanským poutním místem. Podle Nového zákona byl Nazaret domovem Josefa s Marií a místem, kde došlo ke Zvěstování Panny Marie (archanděl Gabriel oznámil Marii, že porodí Ježíše). Podle podání evangelií zde Ježíš Kristus prožil dětství a mládí.
Archeologické výzkumy prokázaly, že v tomto místě existovaly lidské osady již před 9 000 lety. Starý zákon, Talmud či ostatní relevantní historické spisy se však o lokalitě tohoto jména nezmiňují. Nazaret není obsažen ani v seznamu 45 galilejských měst od Flavia Josefa. To lze jen stěží vysvětlit jinak, než že postavení Nazareta bylo v rámci Galileje i celé Judeje v novozákonní době nevýznamné (relevantní odhady počtu obyvatel se pro tuto dobu pohybují v rozmezí 200 až 500 osob). Někteří historikové dokonce tvrdí, že z důvodů neexistujících písemných zmínek Nazaret neexistoval až do 1. století n. l., jiní zase, že novozákonní Nazaret označuje ve skutečnosti jinou lokalitu.
První nebiblickou zmínku učinil až okolo roku 200 n. l. Sextus Julius Africanus (citovaný v Eusebiově díle Církevní dějiny), který poukázal na judskou vesnici „Nazara“.

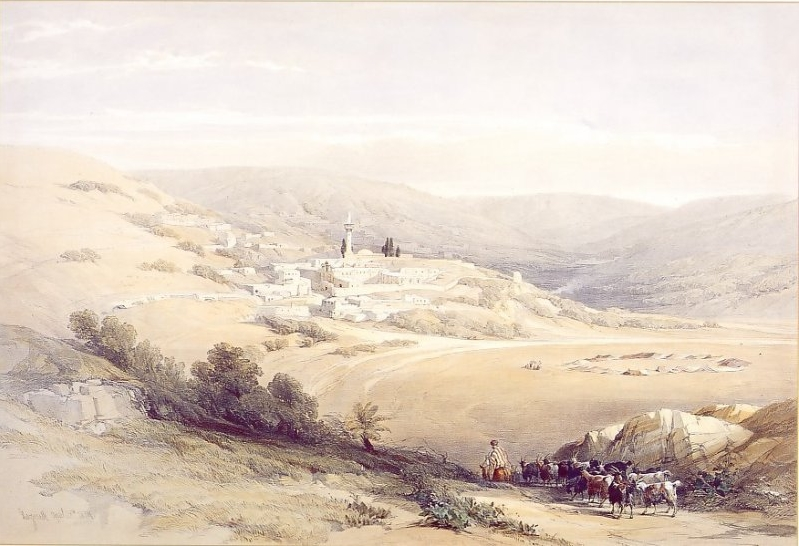
Nazaret (1842, David Roberts)

V roce 637 dobyli Palestinu muslimové. Snaha o eliminaci muslimské kontroly nad Svatou Zemí vyústila o čtyři století později v první křížovou výpravu. Roku 1099 dobyl Galileu normanský rytíř Tankred a z Nazaretu učinil její hlavní město. Po Saladinově vítězství v Bitvě u Hattínu v roce 1187 se město znovu dostalo pod nadvládu muslimů, která byla v rozmezí let 1229–1263 přerušena v důsledku šesté křížové výpravy. V roce 1263 však město dobyl sultán Bajbars a nařídil zničení všech křesťanských budov a vyhnání křesťanského obyvatelstva, které se do města mohlo vrátit až v roce 1620.

### Moderní dějiny
V plánu OSN na rozdělení Palestiny z roku 1947 měl být Nazaret začleněn do severní části navrhovaného arabského státu. Ve válce za nezávislost nejprve arabská vojska vstoupila na území budoucího Izraele, Nazaret kapituloval po izraelském protiútoku 16. července 1948. Ben Dunkelman, velitel 7. brigády, dostal rozkaz k vysídlení arabského obyvatelstva Nazaretu, rozkazu ale neuposlechl. Na rozdíl od ostatních měst tedy v Nazaretu zůstalo původní nežidovské obyvatelstvo. Většina obyvatel byli arabští křesťané, po přílivu muslimských uprchlíků z okolních měst a vesnic začali ve městě převažovat muslimové.

## Moderní město
V Nazaretu se nachází množství křesťanských poutních míst, mimo jiné:
- Bazilika Zvěstování stojící na místě, kde archanděl Gabriel sdělil Marii, že porodí Ježíše
- pravoslavný kostel Svatého Gabriela
- řeckokatolický kostel stojící na místě bývalé synagogy z římských dob, kde se modlil Ježíš
- místo, kde měl svatý Josef svou dílnu
- jeskyně Svaté rodiny v kostele Sv. Josefa
- Kána Galilejská, místo prvního zázraku, kde Ježíš při svatební hostině proměnil vodu ve víno
- na blízké hoře Tábor se nachází chrám Proměnění, místo zjevení proroků Elijáše a Mojžíše apoštolům Petrovi, Jakubovi a Janovi

Nazaret je dnes jedno z nejvýznamnějších center izraelských Arabů. Staré město se skládá především z úzkých uliček, nachází se zde také arabský trh. V bezprostřední blízkosti baziliky Zvěstování se plánovala stavba velké mešity, což mělo za následek kritiku z křesťanských kruhů včetně papeže Jana Pavla II. Plánování mešity se oficiálně zastavilo v roce 2002.

## Demografie
Podle údajů z roku 2009 tvořili naprostou většinu obyvatel izraelští Arabové – přibližně 71 900 osob. Jde o velkou obec městského typu s dlouhodobě rostoucí populací. K 31. prosinci 2015 zde žilo 75 700 lidí. Obývají ho z 35–40 % arabští křesťané a z 60–65 % arabští muslimové. Židovské osídlení má sousední město Nazaret Ilit. Město je centrem širší aglomerace, jejíž populace dosahuje cca 200 000.
| Rok  | Obyvatelé |
| ---- | --------- |
| 1949 | 18 500    |
| 1950 | 20 000    |
| 1951 | 20 300    |
| 1952 | 20 700    |
| 1953 | 21 200    |
| 1954 | 21 600    |
| 1955 | 22 200    |
| 1956 | 22 600    |
| 1957 | 23 100    |
| 1958 | 23 700    |
| 1959 | 24 300    |
| 1960 | 24 900    |

| Rok  | Obyvatelé |
| ---- | --------- |
| 1961 | 25 300    |
| 1962 | 26 400    |
| 1963 | 27 100    |
| 1964 | 28 100    |
| 1965 | 29 100    |
| 1966 | 30 000    |
| 1967 | 30 900    |
| 1968 | 31 900    |
| 1969 | 32 900    |
| 1970 | 34 000    |
| 1971 | 35 000    |
| 1972 | 33 300    |

| Rok  | Obyvatelé |
| ---- | --------- |
| 1973 | 35 400    |
| 1974 | 36 000    |
| 1975 | 36 700    |
| 1976 | 37 700    |
| 1977 | 38 600    |
| 1978 | 39 400    |
| 1979 | 40 400    |
| 1980 | 44 100    |
| 1981 | 44 900    |
| 1982 | 45 600    |
| 1983 | 44 800    |
| 1984 | 46 300    |

| Rok  | Obyvatelé |
| ---- | --------- |
| 1985 | 47 100    |
| 1986 | 48 100    |
| 1987 | 49 400    |
| 1988 | 50 600    |
| 1989 | 48 100    |
| 1990 | 49 600    |
| 1991 | 49 800    |
| 1992 | 51 000    |
| 1993 | 52 200    |
| 1994 | 53 500    |
| 1995 | 52 653    |
| 1996 | 54 070    |

| Rok  | Obyvatelé |
| ---- | --------- |
| 1997 | 55 494    |
| 1998 | 57 191    |
| 1999 | 58 300    |
| 2000 | 59 604    |
| 2001 | 60 600    |
| 2002 | 61 700    |
| 2003 | 62 700    |
| 2004 | 63 800    |
| 2005 | 64 300    |
| 2006 | 64 800    |
| 2007 | 65 500    |
| 2008 | 71 700    |

| Rok  | Obyvatelé |
| ---- | --------- |
| 2009 | 72 200    |
| 2010 | 73 000    |
| 2011 | 73 700    |
| 2012 | 74 000    |
| 2013 | 74 400    |
| 2014 | 74 600    |
| 2015 | 75 700    |
| 2016 | 75 900    |
| 2017 | 76 600    |
| 2018 | 77 100    |
| 2019 | 83 400    |